# Cá hè mõm dài
Cá hè mõm dài (danh pháp: Lethrinus miniatus) là một loài cá biển thuộc chi Lethrinus trong họ Cá hè. Loài cá này được mô tả lần đầu tiên vào năm 1801.

## Từ nguyên
Tính từ định danh miniatus trong tiếng Latinh có nghĩa là "đỏ tươi", hàm ý có lẽ đề cập đến màu đỏ của môi và/hoặc màu đỏ đôi khi xuất hiện trên các tia gai vây lưng.

## Phân bố và môi trường sống
Cá hè mõm dài có phân bố rộng rãi ở Tây Thái Bình Dương, từ quần đảo Ryukyu trải dài về phía nam đến Úc (gồm cả đảo Norfolk) và Nouvelle-Calédonie, băng qua Philippines. Loài này cũng xuất hiện tại vùng biển Việt Nam, bao gồm cả quần đảo Hoàng Sa.
Cá hè mõm dài sống gần các rạn san hô ở độ sâu khoảng 5–30 m; cá con sống ở vùng nước nông ven bờ như rừng ngập mặn, di chuyển ra vùng nước sâu hơn khi chúng lớn lên.

## Mô tả
Chiều dài cơ thể lớn nhất được ghi nhận ở cá hè mõm dài là 90 cm, thường bắt gặp với chiều dài trung bình khoảng 40 cm. Cá có màu xám bạc, nâu tanin hoặc vàng nhạt, gốc vảy cá thường đen. Hai bên thân thường có các khoảng 8–9 vạch màu sẫm, cũng có thể không có ở nhiều cá thể. Gốc vây ngực đỏ, đôi khi có một vệt đỏ kéo dài từ nắp mang, đi qua bên dưới mắt và lên mõm. Môi đỏ nhạt. Các vây trắng nhạt hoặc phớt đỏ, có khi có màu đỏ tươi trên màng gần gốc vây bụng, cũng như màng các tia gai của vây lưng và vây hậu môn.
Số gai ở vây lưng: 10 (gai thứ 3 thường dài nhất); Số tia vây ở vây lưng: 9; Số gai ở vây hậu môn: 3; Số tia vây ở vây hậu môn: 8 (tia đầu hoặc thứ 2 thường dài nhất); Số tia vây ở vây ngực: 13; Số vảy đường bên: 46–48.

## Sinh thái
Thức ăn của cá hè mõm dài là động vật giáp xác, động vật da gai, động vật thân mềm và cá nhỏ, trong đó cua và cầu gai chiếm ưu thế.
Cá hè mõm dài là một loài lưỡng tính tiền nữ, tức cá đực trưởng thành là từ cá cái chuyển đổi giới tính mà ra. Ở vùng biển ngoài khơi quần đảo Ryukyu, cá hè mõm dài sinh sản từ tháng 4 đến tháng 7; còn ở rạn san hô Great Barrier, chúng sinh sản từ tháng 7 đến tháng 10.
Ở Nouvelle-Calédonie, cá hè mõm dài đạt được số tuổi cao nhất là 22 năm; ở Okinawa là 24 năm; còn ở rạn Great Barrier thì lên đến 25 năm, là số tuổi cao nhất được biết đến ở loài này.

## Thương mại
Cá hè mõm dài là một loài thương mại và cũng là loài cá câu thể thao quan trọng ở Úc. Đây cũng là một loại cá thực phẩm chính ở Nouvelle-Calédonie.